# Sepsidae
Sepsidae es una familia de moscas, comúnmente llamadas moscas carroñeras negras o moscas alférez. Más de 300 especies están descritas en todo el mundo. Por lo general, se encuentran alrededor de estiércol o material vegetal y animal en descomposición. Muchas especies se parecen a las hormigas, tienen una "cintura" y un cuerpo negro brillante. Muchos Sepsidae tienen un curioso hábito de agitar las alas que se hace más evidente por las manchas oscuras en el extremo del ala.
Muchas especies tienen una distribución muy amplia, lo que refleja el hábito coprófago de la mayoría de los Sepsidae. Algunas especies se han extendido en grandes territorios en asociación con el ganado. Las moscas adultas se encuentran principalmente en excrementos de mamíferos, incluido el de los humanos (con menos frecuencia en otras materias orgánicas podridas), donde ponen los huevos y se desarrollan larvas, y en la vegetación cercana, carroña, savia de árboles en fermentación, y arbustos y hierbas.
Muchos sépsidos aparentemente desempeñan un importante papel biológico como descomponedores de excrementos de mamíferos y otros animales. Algunas especies pueden tener una importancia higiénica limitada debido a su asociación con las heces humanas. Otros son herramientas útiles en entomología forense.

## Descripción
Los sépsidos son moscas delgadas que se asemejan a hormigas diminutas aladas. Suelen ser de color negro, a veces lustroso y otras veces con pelos plateados en el tórax. La cabeza es redondeada. Los sépsidos tienen una o más cerdas en el margen posteroventral del espiráculo posterior del tórax, un carácter que distingue a la familia de otros acaliptratos. Las cerdas posverticales son divergentes o algunas veces están ausentes. Se ven hasta tres pares de cerdas frontales. Tienen ocelos con cerdas ocelulares. Las vibrisas y palpos están poco desarrolladas. Las patas delanteras del macho a menudo tienen extrusiones, espolones, dientes u otra ornamentación. La tibia tiene una cerda prorsal dorsal en la mayoría de los géneros. El abdomen suele estar constreñido en la parte basal.
La larva es delgada, se estrecha en el extremo frontal y es lisa, excepto por hinchazones ventrales. La larva es anfipneustica: tiene dos pares de espiráculos, uno hacia la cabeza y otro hacia la cola. El extremo posterior bulboso con su par de espiráculos lo distingue de las larvas de otros acaliptratos.
La pupa está encerrada dentro de un pupario.

## Clasificación

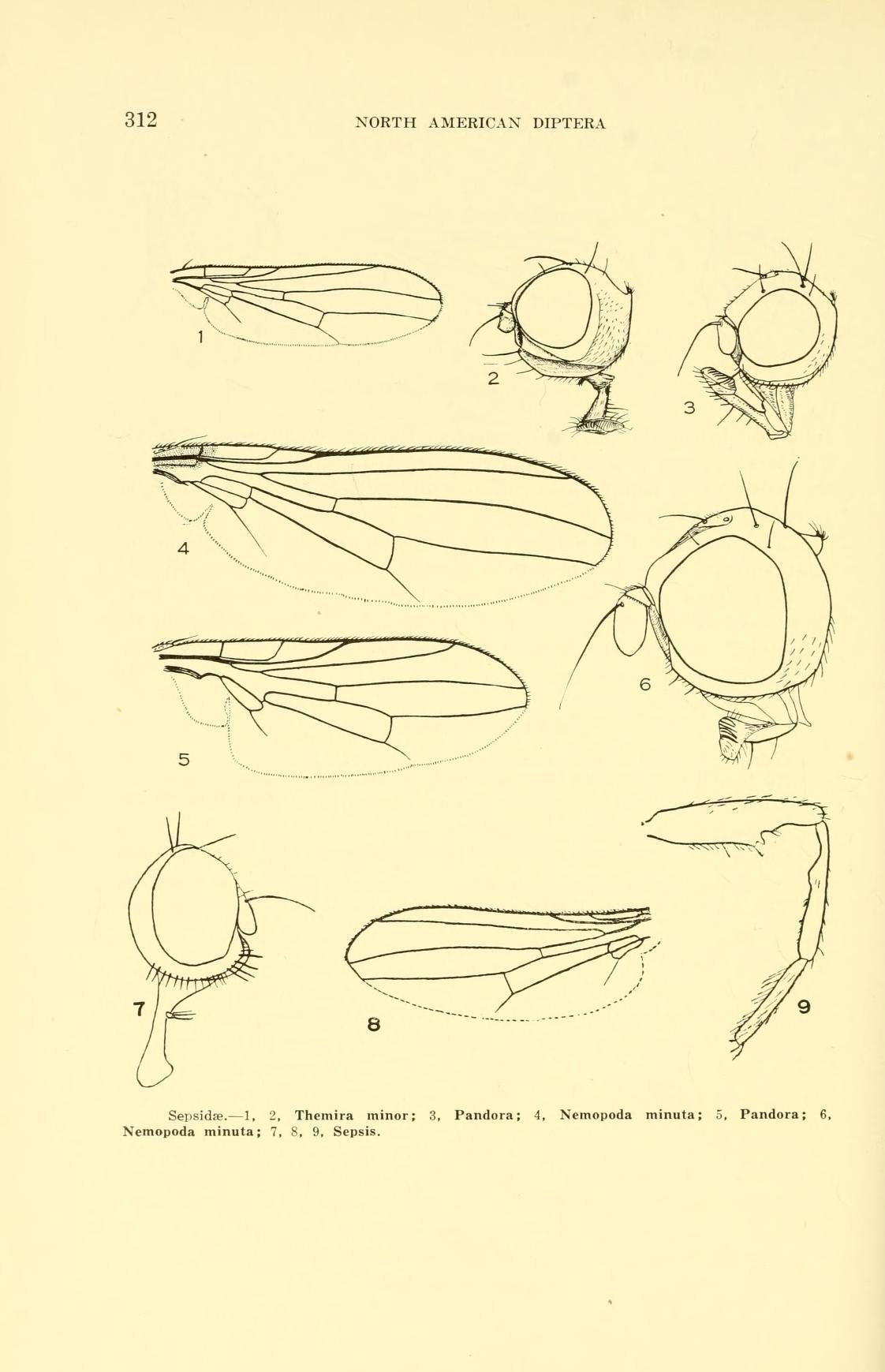
Morfología de Sepsidae

Géneros incluidos:
- Adriapontia Ozerov,  1996
- Afromeroplius Ozerov, 1996
- Afronemopoda Ozerov, 2004
- Afrosepsis Ozerov,2006
- Archisepsis Silva, 1993
- Australosepsis Malloch, 1925
- Brachythoracosepsis Ozerov, 1996
- Decachaetophora Duda, 1926
- Diploosmeteriosepsis Ozerov, 1996
- Dicranosepsis Duda, 1926
- Dudamira Ozerov, 1996
- Idiosepsis Ozerov, 1990
- Lasionemopoda Duda, 1926
- Lasiosepsis Duda, 1926
- Lateosepsis Ozerov, 2004
- Leptomerosepsis Duda, 1926
- Meropliosepsis Duda, 1926
- Meroplius Róndani, 1874
- Microsepsis Silva, 1993
- Mucha Ozerov, 1992
- Nemopoda Robineau-Desvoidy, 1830
- Ortalischema Frey, 1925
- Orygma Meigen, 1830
- Palaeosepsioides Ozerov, 1992
- Palaeosepsis Duda, 1926
- Parapalaeosepsis Duda, 1926
- Paratoxopoda Duda, 1926
- Perochaeta Duda, 1926
- Pseudonemopoda Duda, 1926
- Pseudopalaeosepsis Ozerov, 1992
- Saltella Robineau-Desvoidy, 1830
- Sepsis Fallén, 1810
- Susanomira Pont, 1987
- Themira Robineau-Desvoidy, 1830
- Toxopoda Macquart, 1851
- Xenosepsis Malloch, 1925
- Zuskamira Pont, 1987

## Otras lecturas

### Identificación
- Duda, O. 1926 Monographie der Sepsiden (Dipt.). Ann. Naturhist. Mus. Wien 39 (1925): 1-153 and 40 (1926) : 1-110.This work is partly out of date but still the only review of world genera.
- Willi Hennig, 1949: 39a. Sepsidae. In Erwin Lindner : Die Fliegen der Palaearktischen Region, Bd. V: 1-91, Textfig. 1-81a-d, Taf. I-X, Stuttgart.The only comprehensive work on Palaearctic genera and species.
- Adrian C. Pont and Rudolf Meier The Sepsidae (Diptera) of Europe. Fauna Entomologica Scandinavica Volume 37.  198 pages. ISBN 90-04-12477-2
- A.L. Ozerov Sepsid Flies (Diptera, Sepsidae) of Russia's Fauna. Studies on the fauna; Archives of the Zoological Museum of Moscow State University: Zool. Mus. Moscow. Univ. Publ.Language: Russian, title, contents and a summary in English. 184 pages. A very well illustrated guide to all 57 species from 11 genera of Sepsidae flies occurring in Russia, with keys to adults and pre-imaginal stages, and accounts concerning anatomy, phylogeny and distribution.
- Silva, V. C. Revisao da familia Sepsidae na regiao Neotropical. Iii. Os generos Palaeosepsis Duda, 1926, Archisepsis Gen. N. e Microsepsis Gen. N., Chave para os Generos Neotropicais (Diptera, Schizophora). Iheringia. Série Zoología, v. 75, p. 117-170, 1993.
- Silva, V. C. . Revision of the family Sepsidae of the Neotropical region. ii. The genus Meropliosepsis Duda, 1926 (Diptera, Schizophora). Revista Brasileira de Entomologia, v. 36, n. 3, p. 549-552, 1992.
- K. G. V. Smith, 1989 An introduction to the immature stages of British Flies. Diptera Larvae, with notes on eggs, puparia and pupae.Handbooks for the Identification of British Insects Vol 10 Part 14. pdf download manual (two parts Main text and figures index)
- Lives in [Rocky Mountains] of Colorado, in the United States.

### Lista de Especies
- West Palaearctic including Russia
- Nearctic Archivado el 24 de febrero de 2021 en Wayback Machine.
- Australasian/Oceanian
- Japan